# Лецидеевые (порядок)
Лецидеевые (лат. Lecideales) — порядок сумчатых грибов класса Леканоромицеты. Они включают семейство Лецидеевые (Lecideaceae), которое состоит из лишайников с разнообразными формами слоевища: накипного, чешуйчатого, эпилитного или эндолитного. Апотеции у этих грибов обычно чёрные или чёрно-коричневые, а споры одноклеточные, неокрашенные, с различной формой — от шаровидной до продолговатой.

## Описание
Слоевище накипное. Апотеций лецидеинового или биаторинового типа, округлые, сидячие, иногда погружённые в слоевище или на коротких ножках. Сумки содержат по 1—8 спор. Парафизы тонкие, нитевидные, в верхней части слегка утолщённые, разветвлённые. Споры одноклеточные, бесцветные.

## Классификация
Согласно базе данных Catalogue of Life на декабрь 2022 года порядок включает следующие семейства:
- Lecideaceae Chevall., 1826 — Лецидеевые
- Lopadiaceae Hafellner, 1984 — Лопадиевые
- Porpidiaceae Hertel et Hafellner, 1984 — Порпидиевые